# Hlavnice
Hlavnice jsou obec v okrese Opava v Moravskoslezském kraji. Žije v nich 675 obyvatel.

## Název
Název vesnice (je v jednotném čísle) je zpodstatnělé přídavné jméno hlavná (tj. ves). Základové podstatné jméno hlava zřejmě označovalo horní tok potoka nebo říčky, jméno Hlavnice tedy patrně znamenalo "ves na horním toku". Německé jméno vzniklo z českého (v průběhu staletí se hodně měnilo: Labniz, Hlamniz, Globnitz, Klamnitz, Glomnitz).

## Historie
První písemná zmínka o Hlavnici pochází z roku 1250. Do roku 1589 patřila Hlavnice Velehradskému klášteru, poté rodu Bruntálských z Vrbna (do 1617), Strassoldům, Neuhausům a Pinům z Friedenthalu. Klasicistní zámek byl vystavěn mezi lety 1792–1795 za hraběte Ondřeje Renarda, poprvé byl však trvale obydlen až od roku 1810 rytířem Josefem Gusnarem z Komorna a jeho manželkou. Ve třicátých létech 19. století na zámku sídlili manželé Ludvík a Anna Klette von Klettenhof, později Josef Eduard Kunze s manželkou. Právě zásluhou velkostatkáře Kunzeho byl roku 1866 uveden do úřadu hlavnický kněz Satke. Volený obecní výbor zasedal od roku 1849, starostou byl dle zvyklostí vždy jeden z místních sedláků, výjimečně majitel velkostatku.
Myslivecké sdružení v Hlavnici bylo založeno již v roce 1849 a jeho více než stopadesátiletá tradice pokračuje dodnes. První hasičský spolek byl založen v sedmdesátých letech 19. století, o několik let později rekonstruován a od té doby se odvíjí jeho oficiální historie.
Roku 1886 koupil hlavnický velkostatek Robert Bayer z Bayersburků, který nabytý majetek zrekonstruoval a významně zmodernizoval. Hlavnický velkostatek produkoval ve třicátých létech 20. století nejkvalitnější bramborovou sadbu v širokém okolí. Mezitím došlo k národnímu hnutí, kdy česká většina v Hlavnici přijala jazyk český jako řeč jednací v obecním úřadu.
Za první světové války zaznamenala obec velké odvody mužů. Ve dvacátých letech 20. století bylo provedeno scelování pozemků, jedno z prvních v okolí (Hlavnice byla obcí velmi pokrokovou), a to zásluhou majitele velkostatku, který se ke scelování přiklonil. Elektřina byla zavedena roku 1928 zásluhou starosty obce, statkáře Jana Kořistky. V roce 1938 byla obec přičleněna k Německu. V roce 1943 byly v obci zabaveny statky Hauptfleische a Kořistky. Po druhé světové válce bylo z obce vyhnáno německé obyvatelstvo (konfiskované statky Justa, Philippa, Loserta, Schablitzkého, Mičky a dalších byly přiděleny žadatelům). Zemědělské družstvo v Hlavnici patřilo k prvním nově vytvořeným družstvům, avšak za velikou cenu – rodiny dvou hlavnických sedláků byly vyvezeny a jejich majetek zabaven, další sedláci byli perzekvováni jako kulaci. Pod velkým tlakem pro vstup do družstva byl nakonec tento proces koncem padesátých let dokončen. Od 1. ledna 1979 do 31. srpna 1990 byla dnešní obec Hlavnice částí obce Litultovice, poté se stává opět samostatnou obcí. V 16. ročníku soutěže Vesnice roku v roce 2010 získala obec 3. místo v celostátním kole.

## Symboly obce
Podvýbor Parlamentu České republiky pro heraldiku schválil na svém zasedání dne 4. května 1998 symboly obce Hlavnice. Hlavnice tak rozšířila počet obcí regionu, které mají právo užívat vlastní obecní znak a obecní prapor. Autorem grafického návrhu je Jan Tejkal.
V souladu s dnešními zásadami heraldické tvorby byly rovněž hlavnické obecní symboly vytvořeny především na základě historické pečetní symboliky obce. Tu reprezentují dva různé typáře. První z nich je doložen od počátku 18. století a jeho odraz je tvořen motivem tzv. kvetoucího srdce, z něhož vyrůstají tři květy, za srdcem jsou zkříženy dva šípy. Pečeť vyjadřuje oblíbenou a v regionu Slezska frekventovanou barokní symboliku horoucí lásky k Bohu a bližnímu.
Pozdější hlavnická pečeť pak pochází z roku 1808 a obsahuje zcela odlišný námět, připomínající typicky zemědělský charakter krajiny, do níž je obec Hlavnice zasazena. V kulatém pečetním poli je na trávníku a před pahýlem listnatého stromu kůň ve skoku. Pozdější razítka z konce 19. století již byla pouze nápisová bez znamení.
Figura koně, převzatá ze starého pečetního obrazu Hlavnice z rok 1808, se stala základním stavebním kamenem nových obecních symbolů Hlavnice. Její znak je tvořen červeným štítem, v němž heraldicky doprava obráceného zlatého koně ve skoku provázejí vlevo nahoře tři stříbrné šestihroté hvězdy a vpravo dole stříbrný mlýnský kámen čili žernov. Zcela totožně pak vyhlíží hlavnický obecní prapor.
Všechny uvedené znakové figury s konkrétním vztahem k obci Hlavnice v sobě ukrývají staré obecní významy. Symbolika koně je spatřována ve věrné službě, síle, vytrvalosti, avšak i moudrosti. Kůň jako takový byl oblíbeným znamením středověkých rytířů, které nosil do válečných bitev či soubojů o srdce krásných panen.
Doprovodné znakové figury ve znaku stylizovaně zastupují některé z místních stavebních dominant. Tři šestihroté hvězdy připomínají kostel Nejsvětější Trojice, přestavěný v letech 1773-1776. Mlýnský kámen s černou položenou kypřící připomíná větrný mlýn z roku 1810.

## Pamětihodnosti
- Kostel Nejsvětější Trojice
- Kaple Panny Marie Pomocné
- Kaple svatého Floriána
- Zámek Hlavnice z 18. století, postavený v klasicistickém stylu
- Větrné mlýny: Grossův mlýn a Raabův mlýn
- Hlavnice je také známá v celém kraji pro svůj svědomitý hasičský sbor, zejména v ženském provedení.
- Severovýchodně od vesnice, na rozhraní katastrálních území Hlavnice a Jezdkovice, se do roku 2005 nacházela přírodní památka Jezdkovický les.

## Významné osobnosti
- Robert Bayer z Bayersburků (1856 Budapešť – 1912 Hlavnice) byl hlavnický velkostatkář a majitel domu v Opavě. Po absolvování vojenské služby se věnoval studiu zemědělství, poté v roce 1886 zakoupil hlavnický velkostatek, kde byl několik let starostou. Pokusil se s podporou některých pokrokových statkářů v Hlavnici iniciovat scelování pozemků, ale narazil na tvrdý odpor malorolníků. 14 let až do své smrti byl poslancem Slezského zemského sněmu a to v kurii velkostatku, dále působil v opavském silničním výboru, byl prezidentem rakousko-slezské zemědělsko-lesnické společnosti a členem mnoha veřejných spolků. Za hospodářský přínos byl vyznamenán Řádem železné koruny III. třídy.
- Johann Schablitzky – syn správce panství Johanna Schablitzkého a Antonie Kateřiny Kořistkové, během první světové války vyznamenán Válečným křížem za chrabrost.
- A. C. Nor (1903–1986), spisovatel[7]
- Jan Nezmar ml. (* 1977), fotbalista[8]
- Zbyněk Tesař (* 1973), atlet[9]

## Fotogalerie

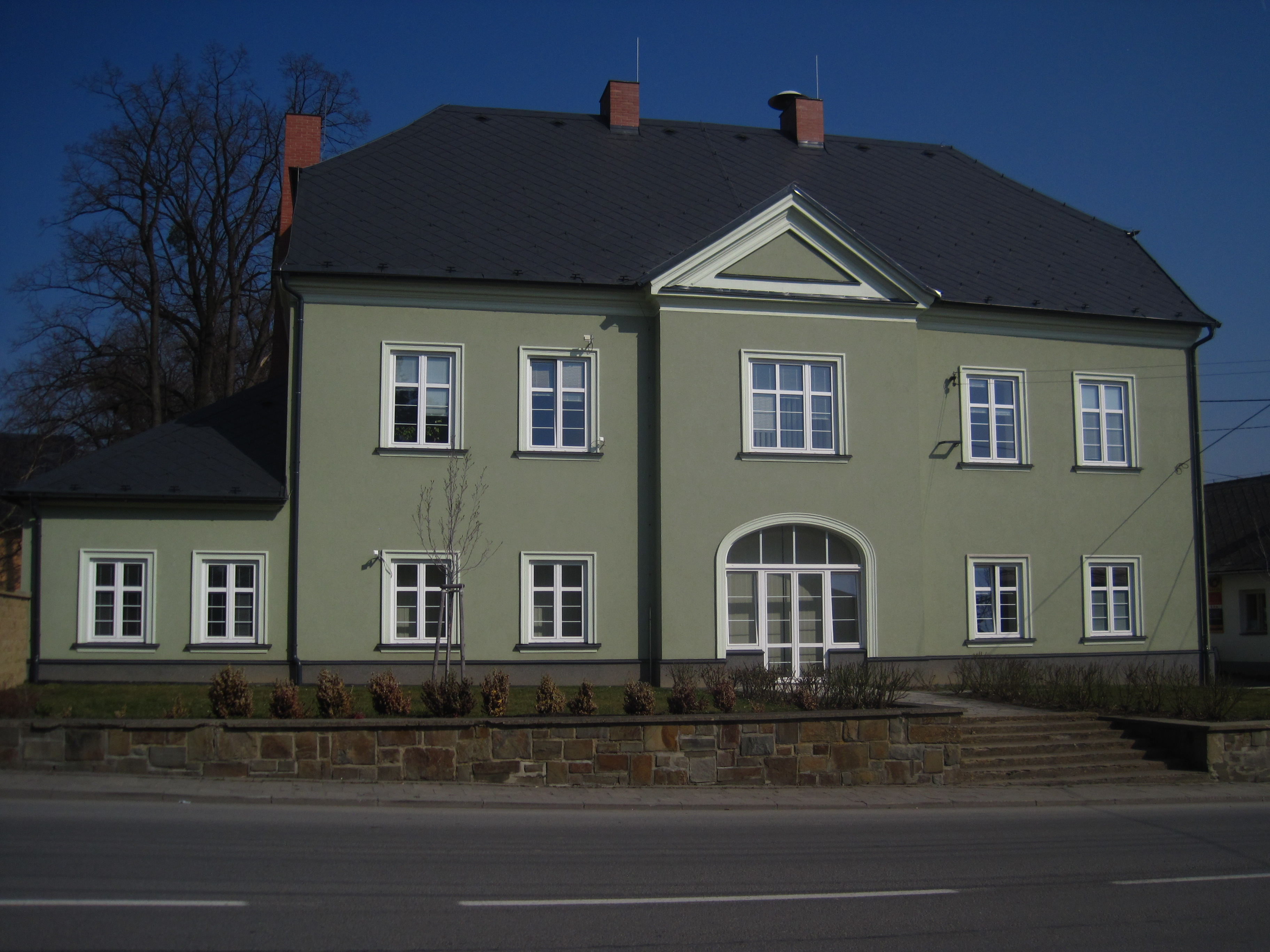
Zámek
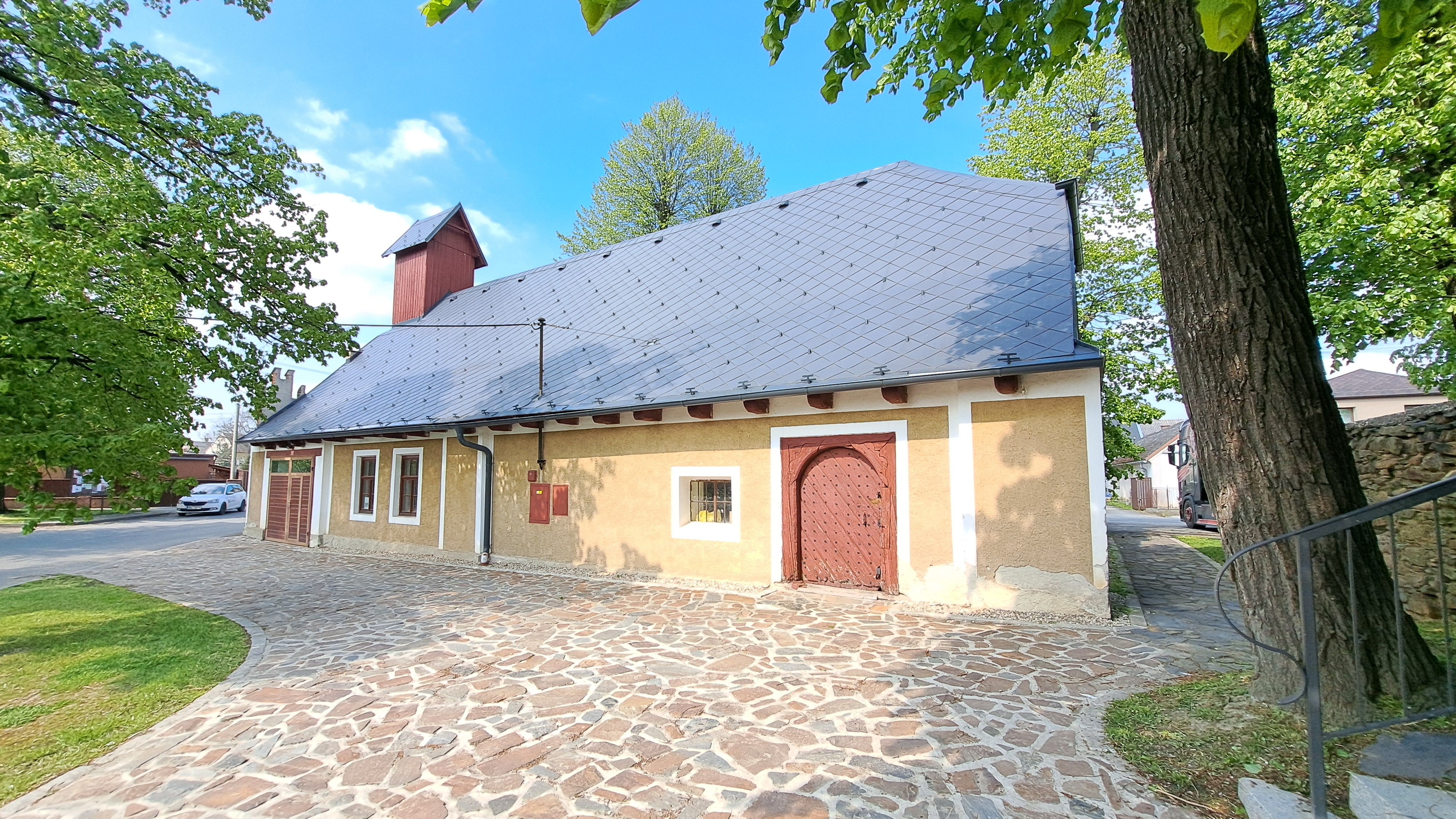
hasičská zbrojnice
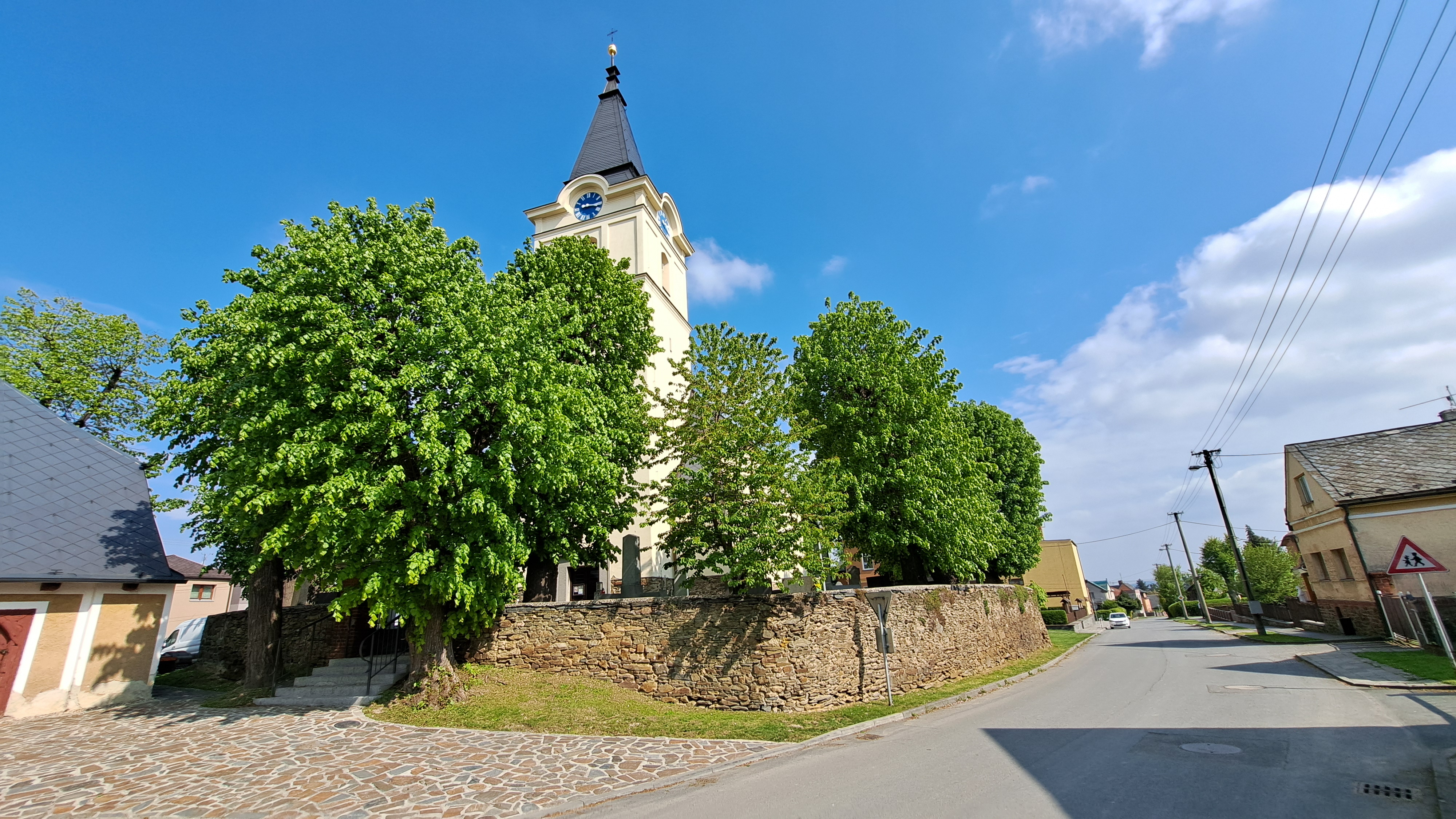
pohled na kostel
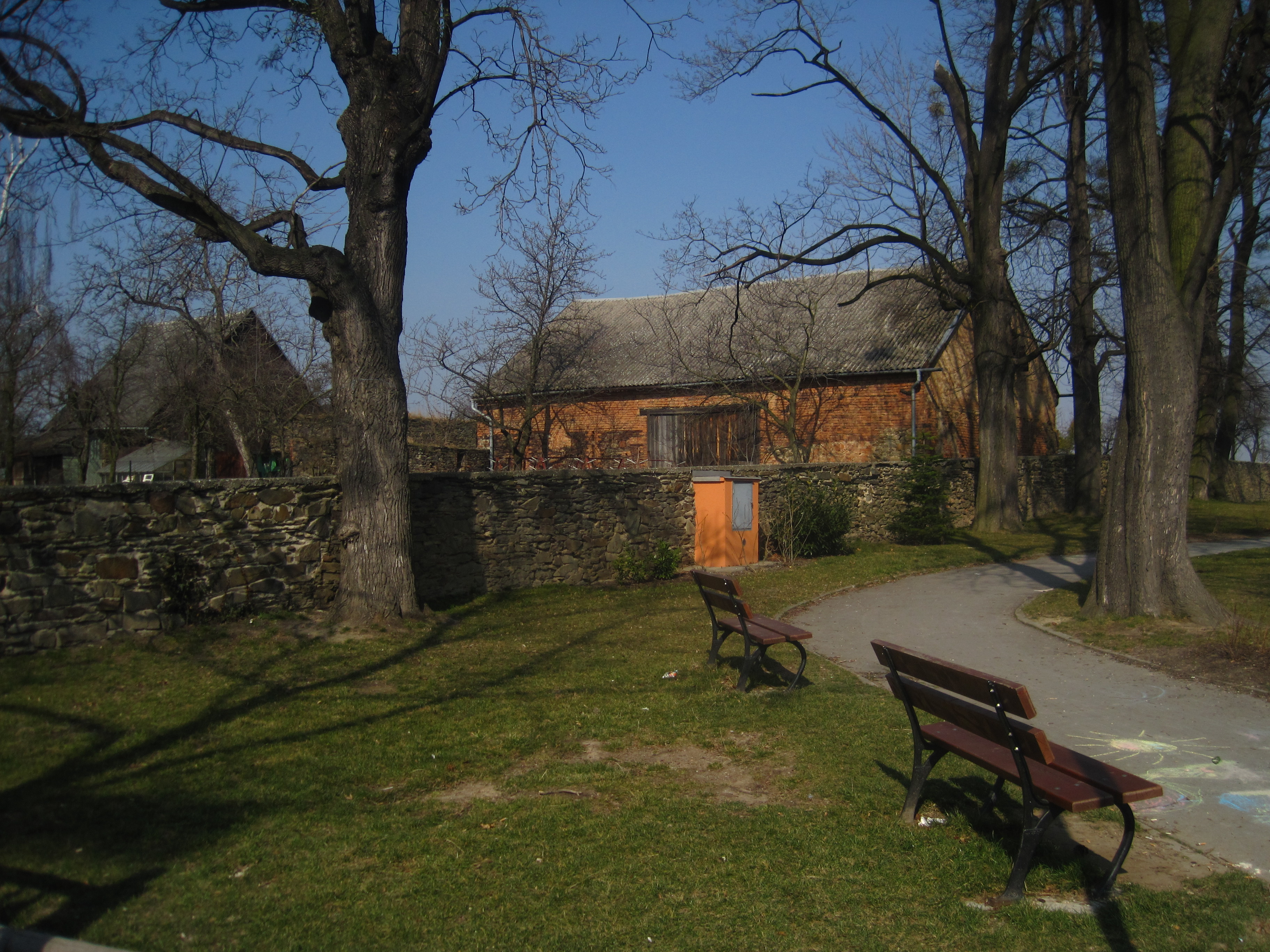
Zámecký park
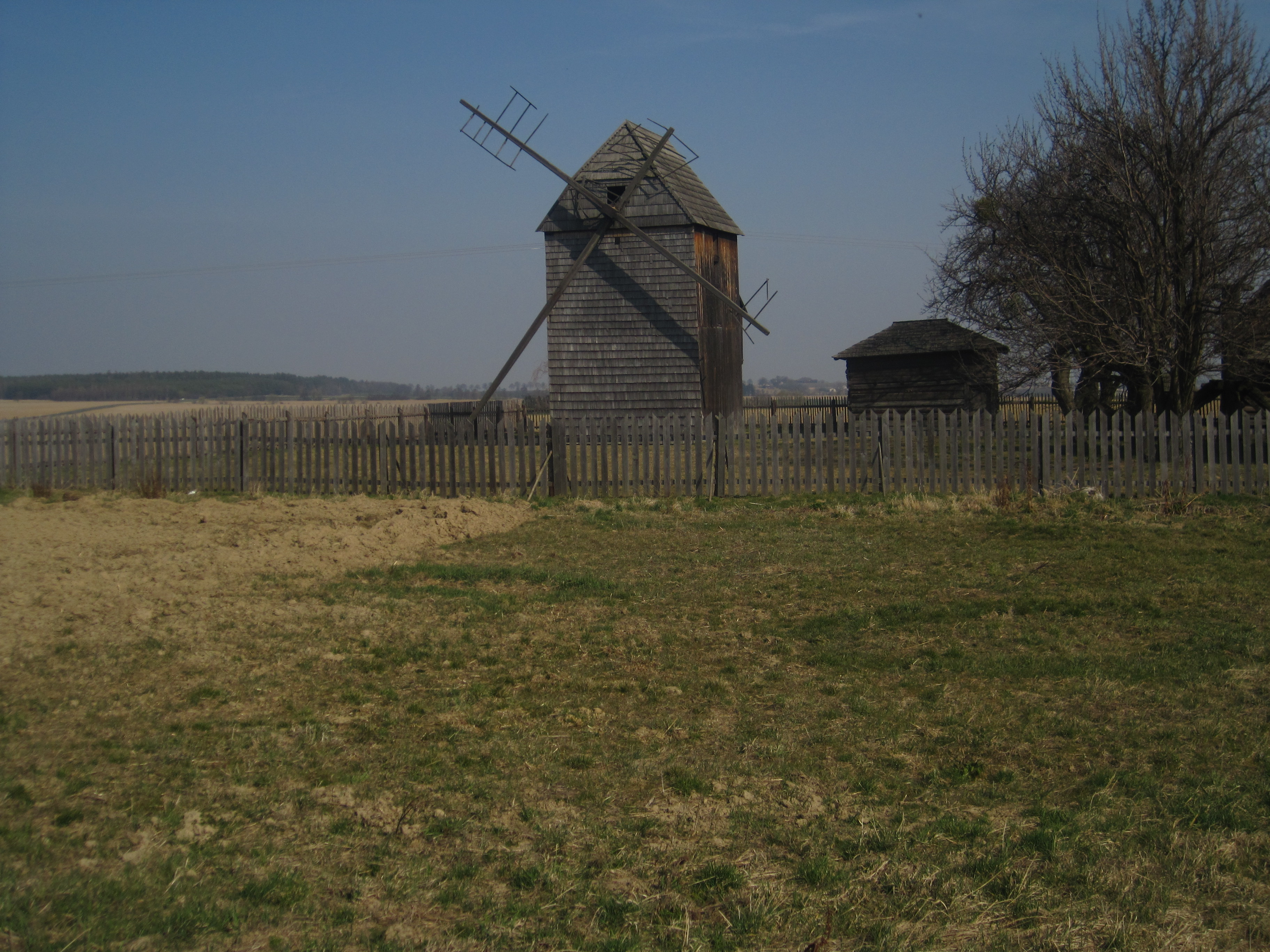
Raabův větrný mlýn na návrší nad vsí
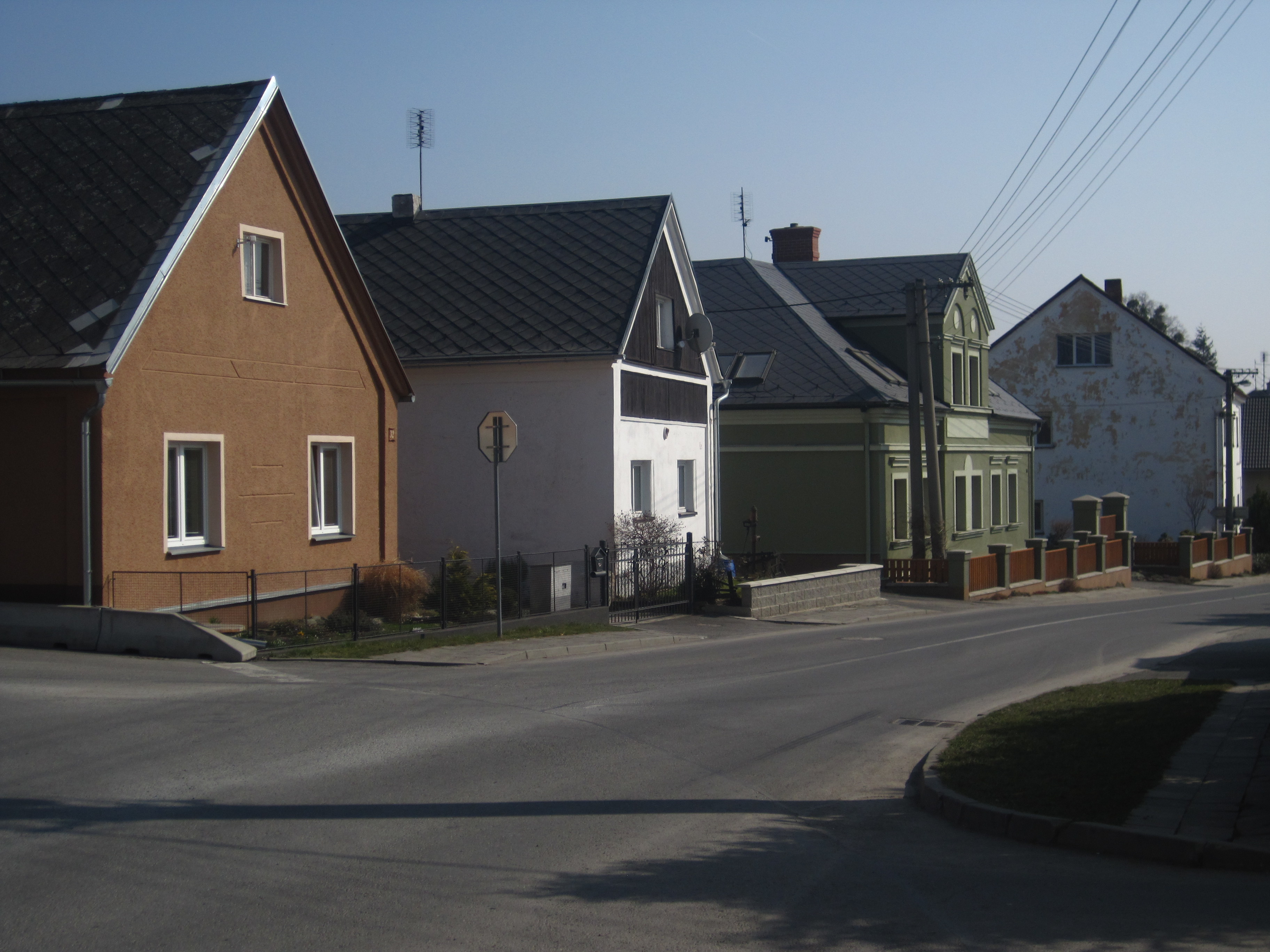
Zástavba jihovýchodně od zámku
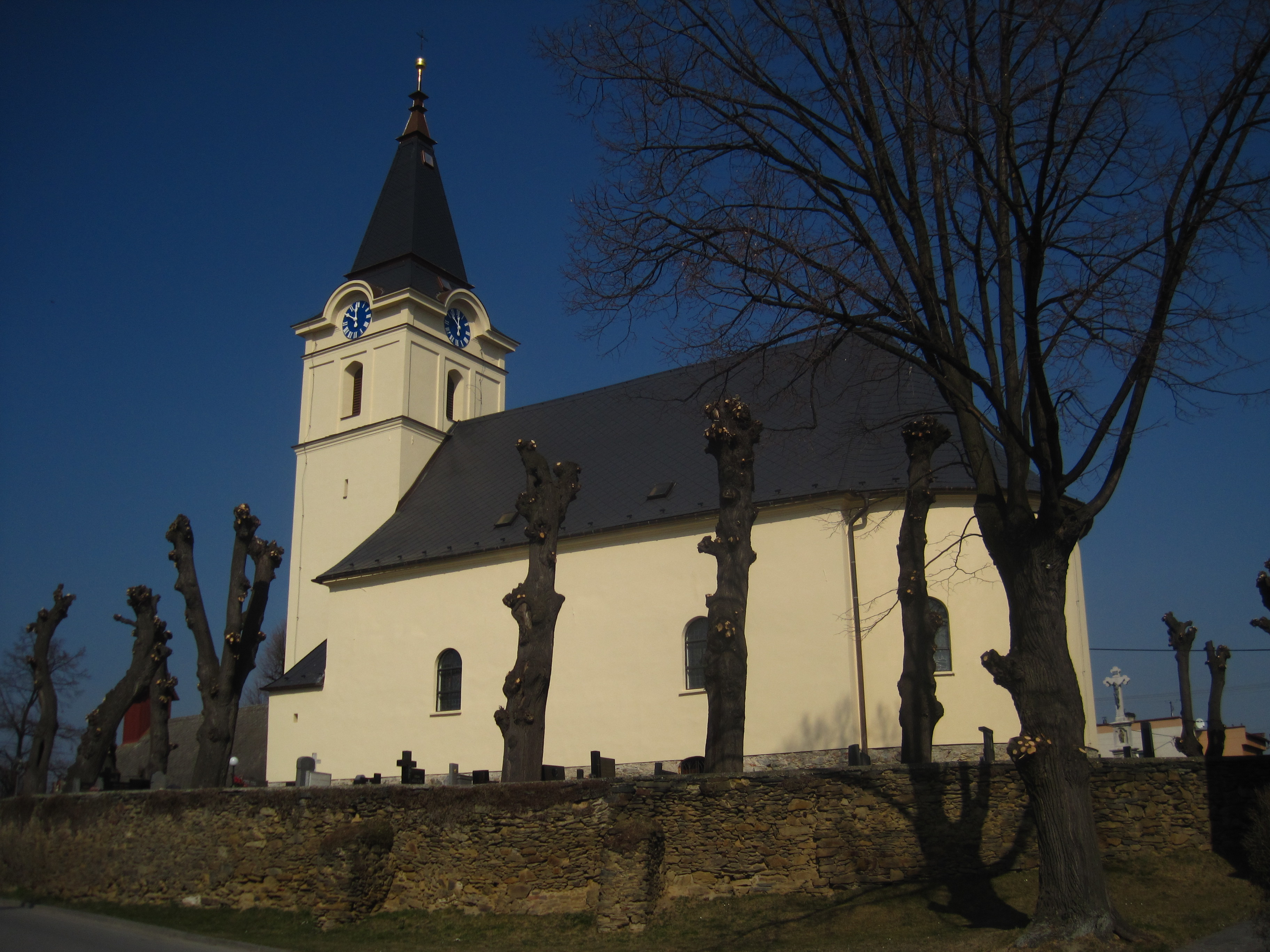
Kostel Nejsvětější Trojice
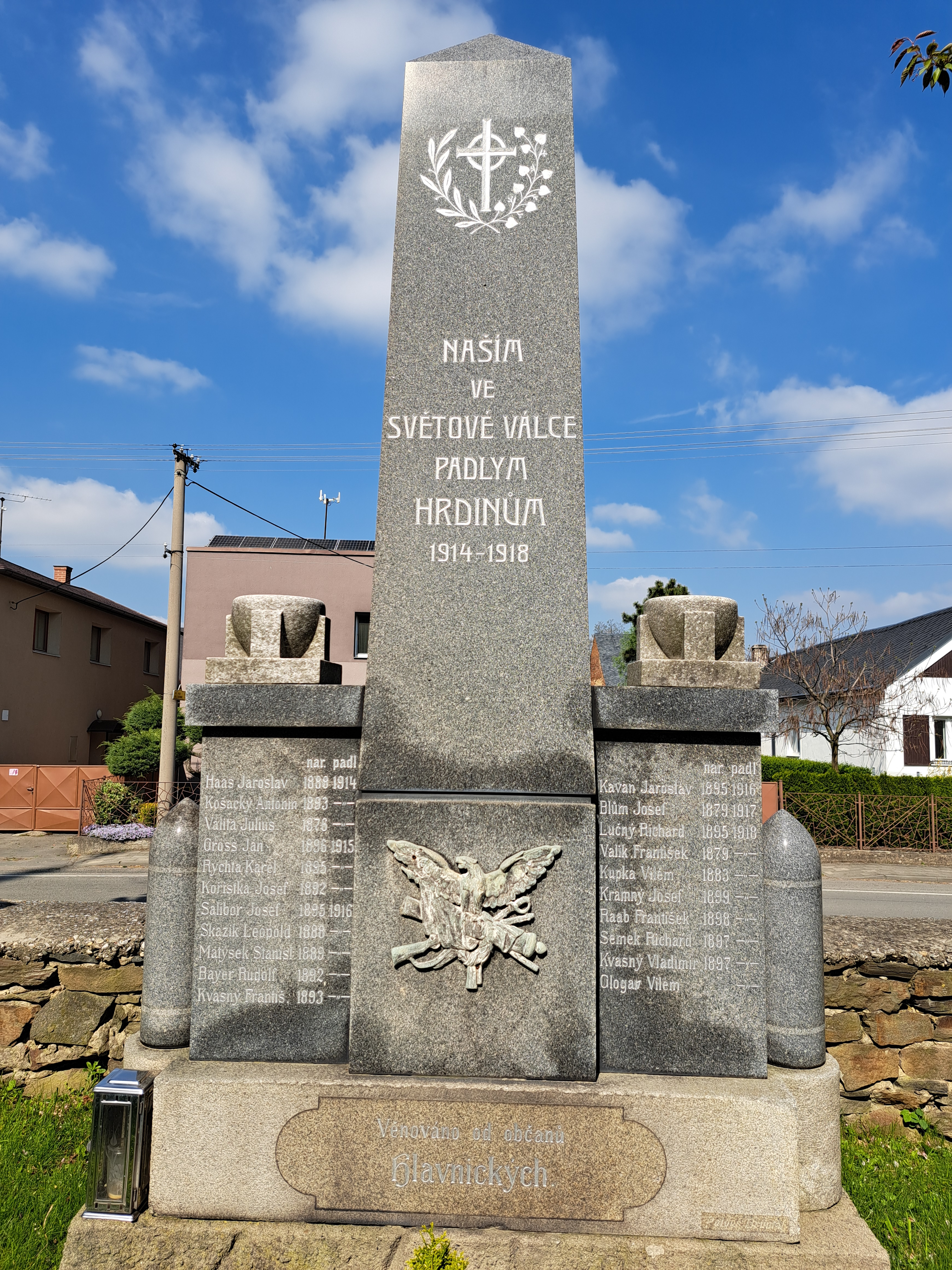
pomník obětem I. světové války
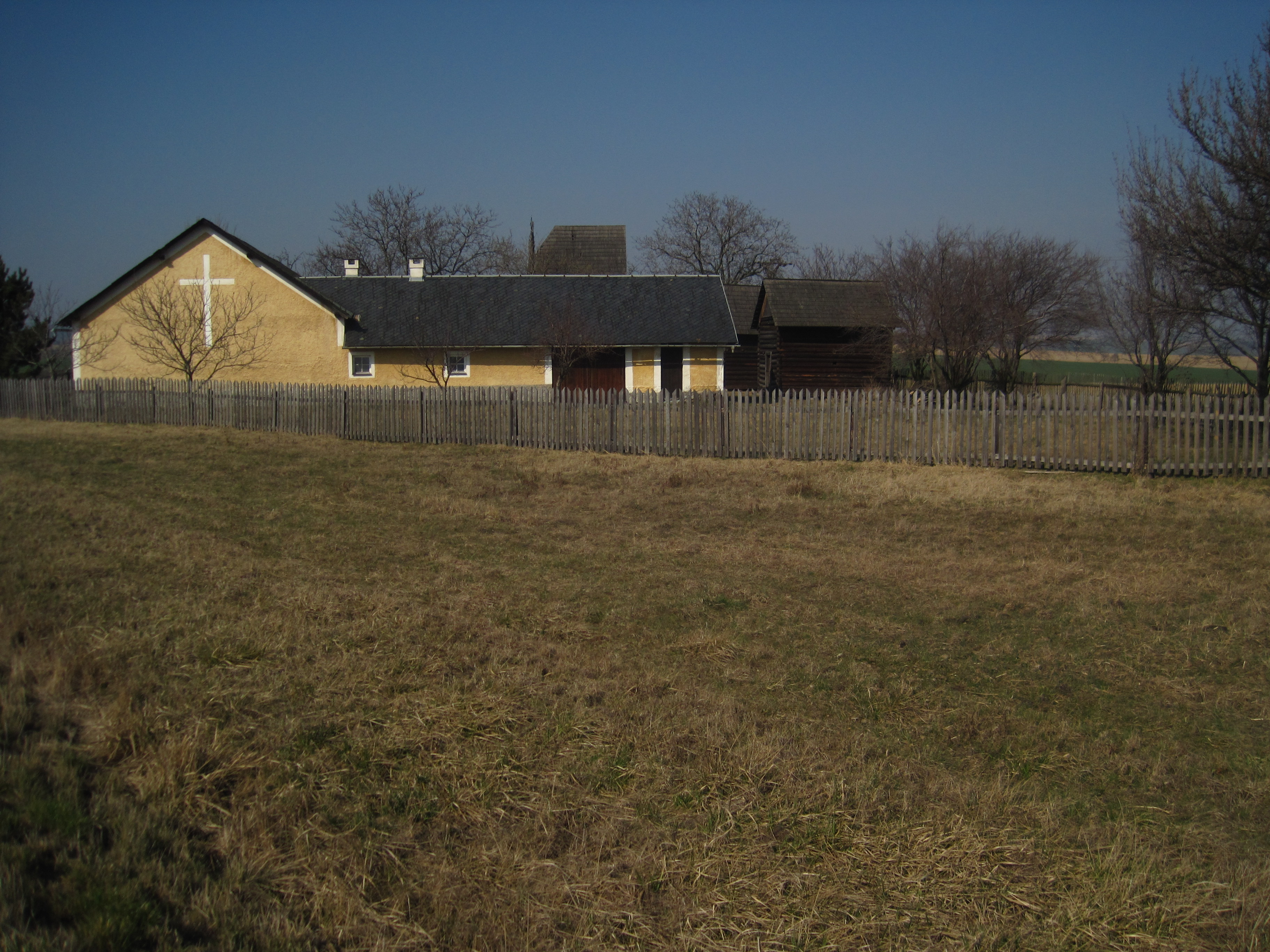
Chalupa u Raabova mlýna s památkově chráněným špýcharem z Kobeřic
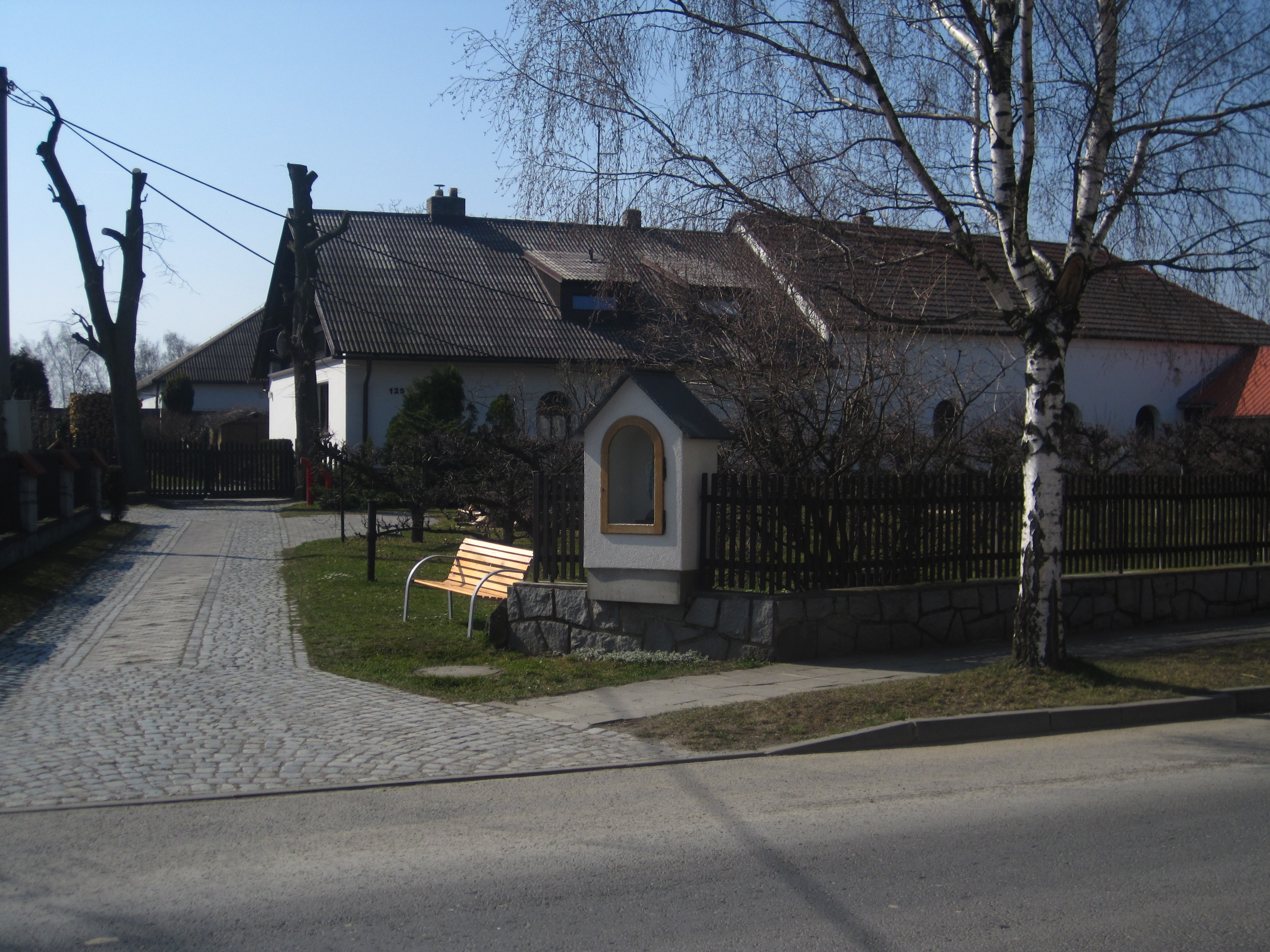
Kaplička v západní části vsi
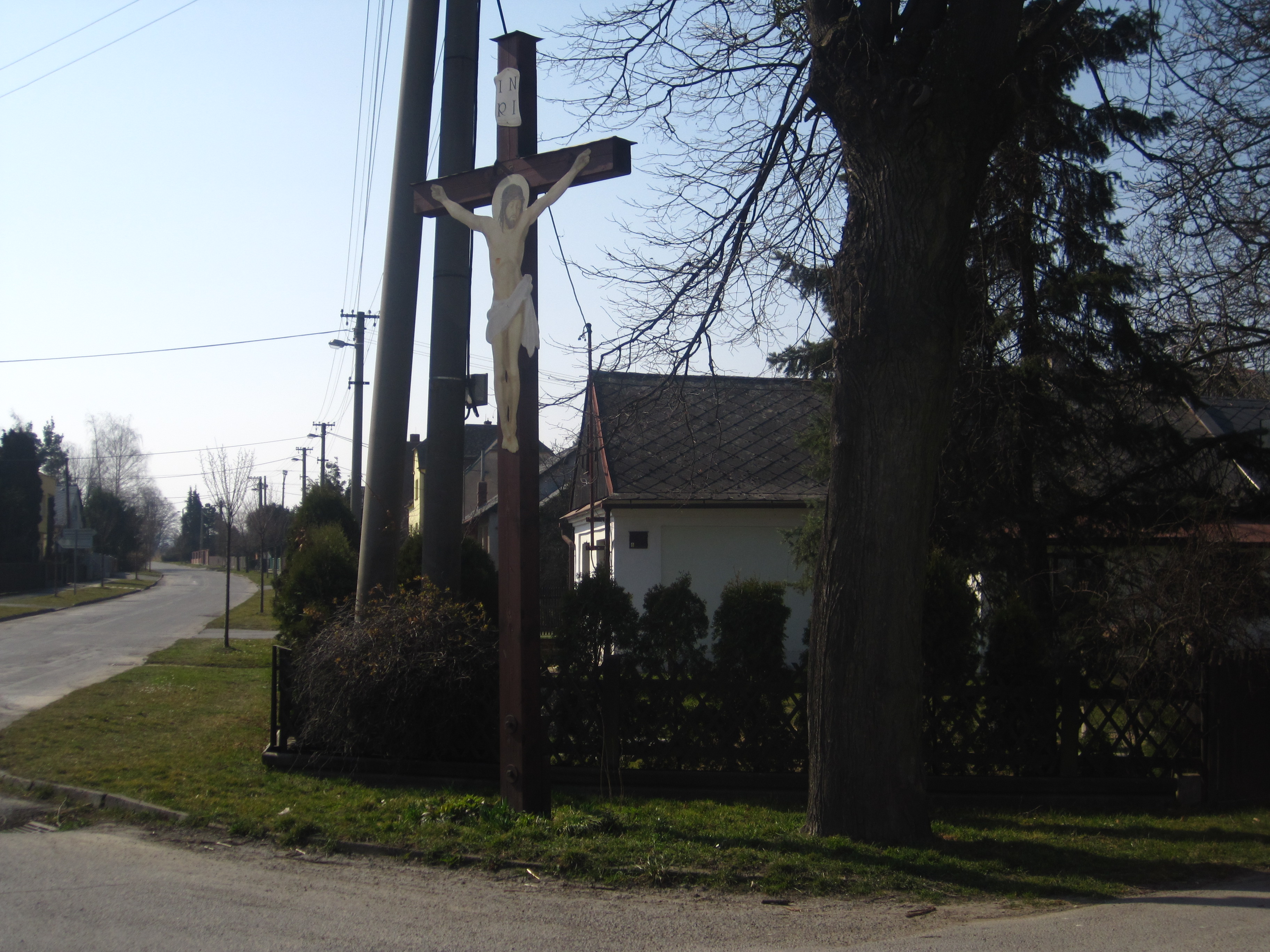
Kříž v západní části vsi
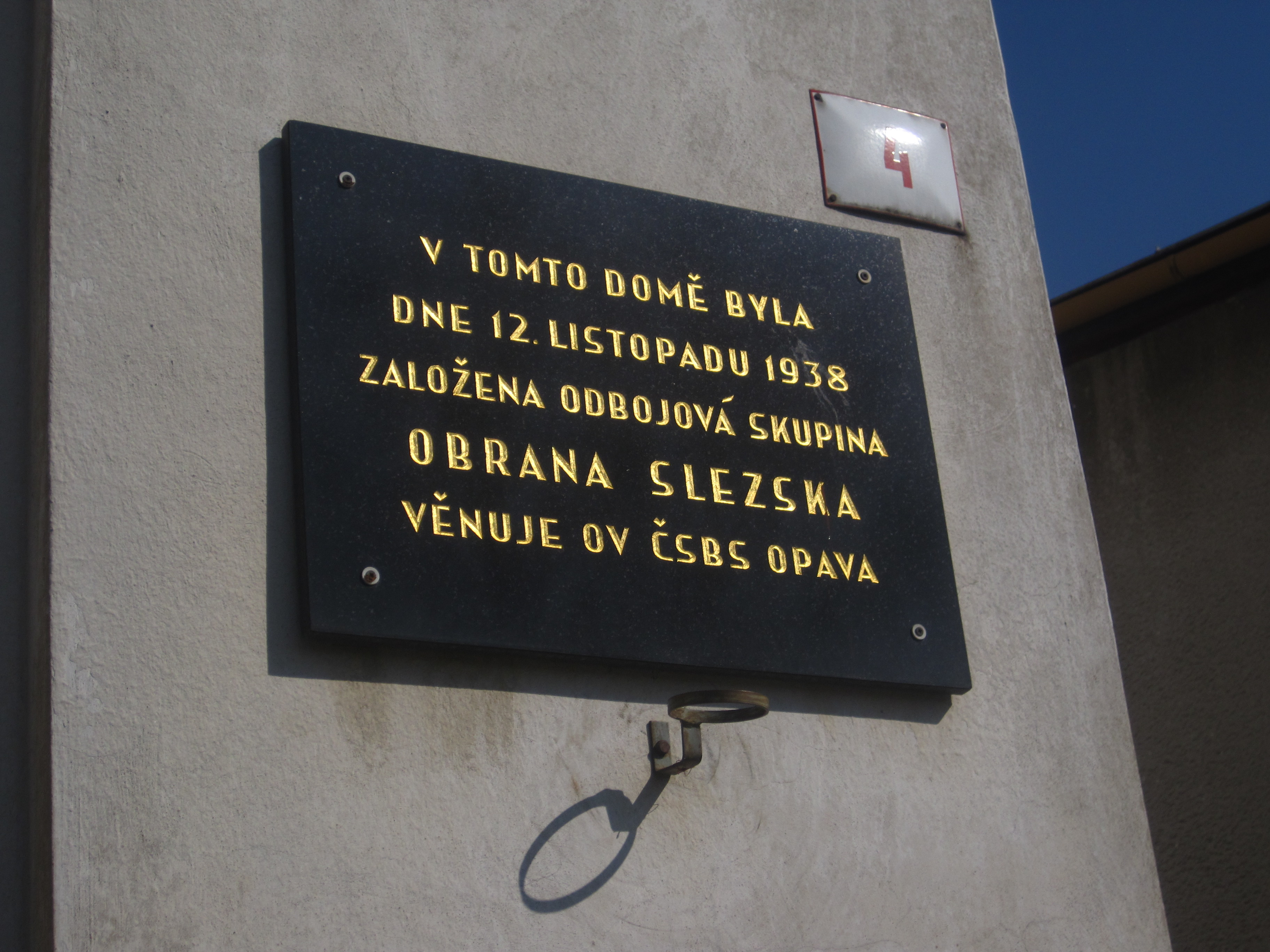
Pamětní deska odbojové skupiny Obrana Slezska na domě čp. 4
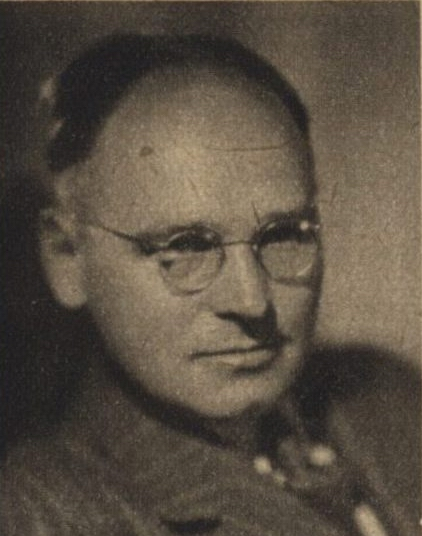
Hlavnický rodák A. C. Nor (vlastním jménem Josef Kaván)